# Paragavialidium hainanensis
Paragavialidium hainanensis är en insektsart som först beskrevs av Zheng, Z. och Liang 1985.  Paragavialidium hainanensis ingår i släktet Paragavialidium och familjen torngräshoppor. Inga underarter finns listade i Catalogue of Life.